# Caiafa

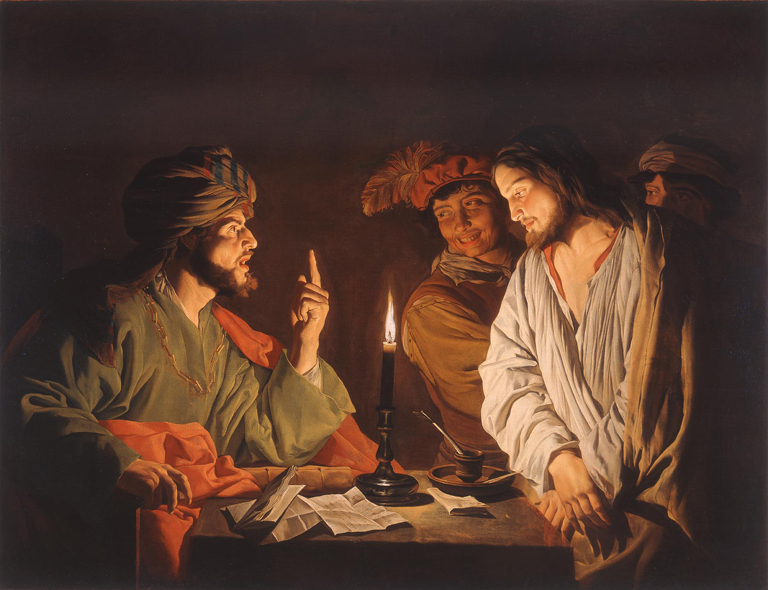
Hristos înaintea lui Caiafa, de Matthias Stom.

Iosif, fiul lui Caiafa, (Ebraică יוסף בַּר קַיָּפָא sau Yosef Bar Kayafa),, cunoscut mai bine sub numele de Caiafa (greacă Καϊάφας) a fost Mare preot al Sinedriului între anii 18-37 d.Hr. Destituit de romani în anul 37 d.Hr., împreună cu procuratorul Pilat din Pont. Caiafa este menționat în Noul Testament în Evanghelia după Matei 26:57-67, în Evanghelia după Ioan 18: 12-27 și în Evanghelia după Luca 3:2.

## Noul Testament
Anchetarea lui Isus Cristos s-a desfășurat în casa comună a lui Ana și Caiafa, sub conducerea lui Caiafa. Evanghelia după Ioan capitolul 18 se descrie cum Isus ar fi fost trimis la început de către Caiafa la socrul Ana, care l-ar fi retrimis înapoi la Caiafa, declinând competența interogatoriului. 
Procesul s-a desfășurat în casa comună a lui Ana și Caiafa. Amplasamentul casei în Ierusalim este nesigur. Există 3 ipoteze:
- Pe locul actualei biserici Sf.Petru in Gallicantu (Sf.Petru la Cântatul Cocoșului), pe versantul nordic al Dealului Sion.
- Pe locul actualei capele Sf.Salvator de lânga biserica armeană Sf.Iacob cel Bătrân.
- Pe Dealul Sion, la sud de zidul Ierusalimului și la nord de actuala biserica Dormitio St. Mariae (Adormirea Sf.Maria) (această variantă ar fi cea mai probabilă).